# 장피에르 세르
장피에르 세르(프랑스어: Jean-Pierre Serre IPA: [ʒɑ̃pjɛʁ sɛʁ], 1926년 9월 15일 ~ )는 프랑스의 수학자로, 20세기 대수기하학과 정수론의 발전에 지대한 영향을 끼쳤다.
1954년에 필즈상을 수상하였고, 2003년에는 아벨상을 수상하였다.

## 업적
수학연보(Annals of Mathematics)에 프랑스어로 실린 역사적인 논문 《대수적 연접층》(프랑스어: Faisceaux algébriques cohérents)에서 대수다양체의 개념을 최초로 엄격하게 정의하였으며, 알렉산더 그로텐디크와 더불어서 현대 대수기하학 발전의 기초를 닦은 사람으로 간주된다. 세르의 대수다양체 정의는 그로텐디크의 스킴 이론으로 일반화되며, 이것은 현대 대수기하학과 정수론을 연결하는 중요한 고리가 된다.
또 다른 대표적인 위대한 업적들로는
- 세르 쌍대성
- 가가 정리
- Serre vanishing theorem

등 많은 결과들이 있다.
그로텐디크와 세르가 위의 업적들을 발달시킬 단계에서 주고 받은 서신들의 모음집(Grothendieck-Serre correspondences)이 최근 프랑스 수학회와 미국 수학회에 의해 공동 출판되었다.

## 같이 보기
- 중복도

## 참고 문헌
- O’Connor, John J.; Robertson, Edmund F. (1998년 4월). “장피에르 세르”. 《MacTutor History of Mathematics Archive》 (영어). 세인트앤드루스 대학교.
- “장피에르 세르”. 《수학 계보 프로젝트》 (영어). 미국 수학회.